# Безсонова, Анна Артемьевна
Анна Артемьевна Безсонова (Бессонова) (3 февраля 1889, Грязи, Липецкий уезд, Тамбовская губерния — ?) — советский микробиолог, доктор медицинских наук, профессор, лауреат Сталинской премии 1952 года за участие в разработке туляремийной вакцины.

## Биография
С 1919 года работала в Государственном краевом институте микробиологии и эпидемиологии Юго-Востока РСФСР (Саратов). Доктор медицинских наук (1927). С 1926 года — начальник чумно-микробиологического отделения.
С 27 декабря 1924 по 1934 год — первый руководитель созданных на базе института курсов подготовки врачей-чумологов.
В 1928 году предложила выделять две разновидности возбудителя чумы по способности ферментировать глицерин (штаммы глицеринонегативной разновидности обнаруживаются у животных в портовых городах и на островах тропического пояса).
В 1936 году возглавляла группу учёных, доказавшую возможность трансформации возбудителя чумы в возбудителя псевдотуберкулёза.
Арестована 4 августа 1937 года по обвинению по статьям 17-58-8, 58-9, 58-10, 58-11. Оправдана за недостаточностью доказательств 16 ноября 1939 года.
В 1940-е годы работала в Саратовском областном научно-исследовательском санитарно-гигиеническом институте.
С 1 июля 1949 по 1 февраля 1953 года — завкафедрой микробиологии Омского государственного медицинского института.

## Награды и премии
- Сталинская премия второй степени (1952) — за научные исследования, законченные в 1951 году (разработка туляремийной вакцины).